# إدوارد فتزجيرالد
إدوارد فيتزجيرالد (بالإنجليزية: Edward FitzGerald): (31 مارس 1809 إلي 14 يونيو 1883) كان شاعر إنجليزي وكاتب، عرف كشاعر ومترجم لأول وأشهر نسخة انجليزية من رباعيات الخيام.

## روابط خارجية
- إدوارد فتزجيرالد على موقع الموسوعة البريطانية (الإنجليزية)
- إدوارد فتزجيرالد على موقع ميوزك برينز (الإنجليزية)
- إدوارد فتزجيرالد على موقع قاعدة بيانات برودواي على الإنترنت (الإنجليزية)
- إدوارد فتزجيرالد على موقع ديسكوغز (الإنجليزية)